# 科洛迪伊夫卡 (伊凡諾-法蘭科夫斯克州)
48°58′44″N 24°46′2″E / 48.97889°N 24.76722°E
科洛迪伊夫卡（羅馬化：Kolodiivka）是烏克蘭西部的村莊，隸屬伊萬諾-弗蘭科夫斯克州的伊萬諾-弗蘭科夫斯克區。該村始建於1466年，面積8.93平方公里，2001年人口571，人口密度每平方公里63.9人。